# Anna Cavallaro
Anna Cavallaro est une voltigeuse italienne née le 25 janvier 1986. Elle est vice-championne du monde en individuel lors des Jeux équestres mondiaux.